# Timalia pileata
A Timalia pileata a madarak osztályának verébalakúak (Passeriformes) rendjébe és a timáliafélék (Timaliidae) családjába tartozó Timalia nem egyetlen faja.

## Rendszerezése
A nemet és a fajt is Thomas Horsfield angol ornitológus írta le 1821-ben.

## Alfajai
- Timalia pileata bengalensis Godwin-Austen, 1872
- Timalia pileata dictator Kinnear, 1930
- Timalia pileata intermedia Kinnear, 1924
- Timalia pileata patriciae Deignan, 1955
- Timalia pileata pileata Horsfield, 1821
- Timalia pileata smithi Deignan, 1955[2]

## Előfordulása
Dél- és Délkelet-Ázsiában, Banglades, India, Indonézia, Laosz, Kambodzsa, Kína, Mianmar, Nepál, Thaiföld és Vietnám területén honos. 
Természetes élőhelyei a szubtrópusi vagy trópusi füves puszták és cserjések, mocsarak, folyók és patakok környékén. Állandó, nem vonuló faj.

## Megjelenése
Testhossza 17 centiméter, testtömege 15-23 gramm.
|  |

## Természetvédelmi helyzete
Az elterjedési területe rendkívül nagy, egyedszáma ugyan csökken,  de még nem éri el a kritikus szintet. A Természetvédelmi Világszövetség Vörös listáján nem fenyegetett fajként szerepel.